# Gidy
Gidy ist eine französische Gemeinde mit 2015 Einwohnern (Stand 1. Januar 2022) im Département Loiret in der Region Centre-Val de Loire und liegt etwa 20 km von Orléans entfernt.

## Geographie und Verkehr
Die Gemeinde liegt etwa 20 Kilometer von Orléans entfernt. Östlich von Gidy verläuft die Autoroute A10 Paris – Bordeaux (L’Aquitaine).

## Bevölkerungsentwicklung

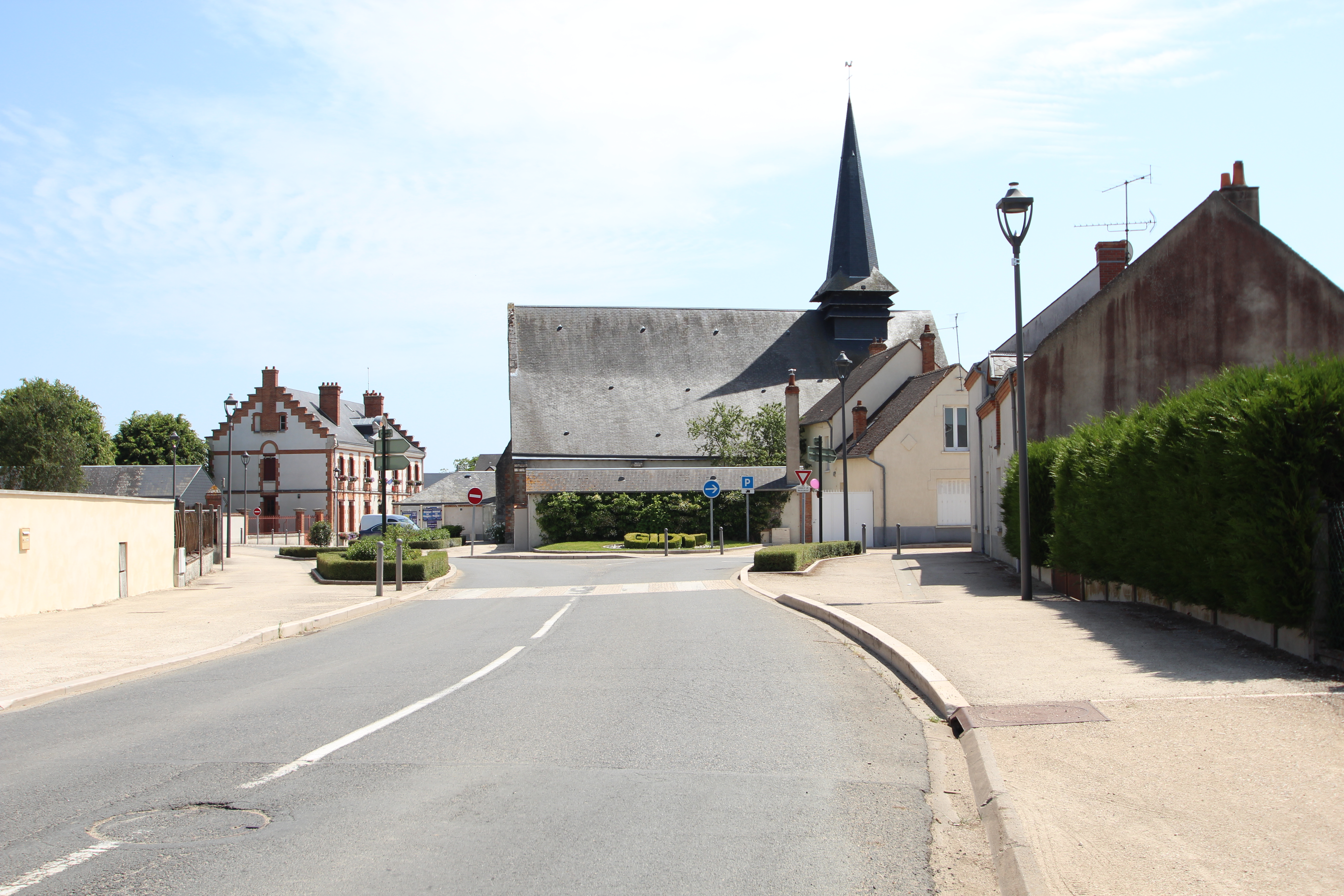
Kirche Saint-Sulpice

| Jahr                       | 1962 | 1968 | 1975 | 1982 | 1990 | 1999 | 2006 | 2018 |
| Einwohner                  | 735  | 736  | 1037 | 1252 | 1450 | 1482 | 1504 | 2030 |
| Quellen: Cassini und INSEE |      |      |      |      |      |      |      |      |